# Борщаговский, Александр Михайлович
Алекса́ндр Миха́йлович Борщаго́вский (1 [14] октября 1913, Белая Церковь, Киевская губерния, Российская империя — 4 мая 2006, Москва, Российская Федерация) — русский советский писатель, драматург, театровед, литературный критик.

## Биография
Родился 1 (14 октября) 1913 года в городе Белая Церковь (Васильковский уезд Киевской губернии), в еврейской семье. Отец был присяжным поверенным и журналистом, мать — акушеркой. После окончания школы-семилетки в Белой Церкви, учился в фабрично-заводском училище паровозоремонтного завода в Запорожье. В 1935 году окончил Киевский театральный институт, а в 1940 году — аспирантуру при институте.
В возврасте 24 лет исполнял обязанности начальника Главреперткома Комитета по делам искусств при СНК Украинской ССР, был заместителем редактора, а с лета 1937 года — редактором ежемесячного журнала «Театр», издававшегося в Киеве. В 1938—1940 годах — заведующий литературной частью театра им. И. Франко. В 1940 году вступил в ВКП(б).
В 1941 году ушёл на фронт Великой Отечественной войны. Служил заведующим литературной частью фронтового театра. Награждён медалью «За оборону Сталинграда». В 1943 году был направлен в Монголию, где совместно с Яковом Варшавским написал пьесу «Степные богатыри», посвященную Сухэ-Батору.
В 1945—1946 годах — начальник сценарного отдела Киевской киностудии художественных фильмов, заведующий литературной частью театра им. Леси Украинки.
В 1946 году защитил на украинском языке диссертацию на соискание ученой степени кандидата филологических наук по теме «Драматургия Ивана Тобилевича», которая в 1948 году вышла отдельной книгой. В 1946 году принят в Союз писателей СССР.
В конце 1946 года переехал в Москву. Заведовал литературной частью Центрального театра Красной армии и был членом редколлегии журнала «Новый мир». Опубликовал книгу «Драматические произведения Ивана Франко» (1946) и очерк об актёре Амвросии Бучме (1947).
В 1949 году в рамках идеологической кампании против «безродных космополитов» был причислен к «антипатриотической группе театральных критиков», исключён из ВКП(б), уволен с работы и лишён возможности публиковаться. В 1953 году в издательстве «Советский писатель» была издана книга «Русский флаг». В 1955 году восстановлен в КПСС.
В дальнейшем выступал преимущественно как прозаик. Наибольшую известность ему принёс рассказ «Три тополя на Шаболовке», переработанный затем в сценарий фильма «Три тополя на Плющихе».
В 1991 году вышли отдельной книгой воспоминания «Записки баловня судьбы» о том, как громили театральных критиков. Периоду «борьбы с космополитизмом» посвящены также произведения «Обвиняется кровь» (1994) и «Пустотелый монолит» (1997).
В 1993 году подписал «Письмо 42-х».
В последние годы жил и работал в писательском поселке ДНТ «Красновидово».
Умер 4 мая 2006 года. Похоронен в Москве на Востряковском кладбище.

## Семья
Жена — Валентина Филипповна (урождённая Малец, в первом браке Кармалита, мать С. И. Кармалиты; 1924—2018).

## Экранизации
- 1957 — На острове Дальнем…, реж. Николай Розанцев — по повести «Пропали без вести».
- 1962 — Третий тайм, реж. Евгений Карелов — по повести «Тревожные облака».
- 1967 — Три тополя на Плющихе, реж. Татьяна Лиознова — по рассказу «Три тополя на Шаболовке».
- 1969 — Только три ночи, реж. Гавриил Егиазаров — по рассказу «Ночью».
- 1970 — Поезд в завтрашний день реж. Виллен Азаров.
- 1972 — Сойти на берег, реж. Кальё Кийск.
- 1973 — Дверь без замка, реж. Адольф Бергункер.
- 1978 — Стеклянные бусы, реж. Игорь Николаев — по одноимённой повести.
- 1990 — Дамский портной, реж. Леонид Горовец — по одноимённой пьесе.